# دايتشي هاياشي
دايتشي هاياشي (باليابانية: 林 大地) (مواليد 23 مايو 1997) هو لاعب كرة قدم ياباني.

## وصلات خارجية
- دايتشي هاياشي على موقع رابطة كرة القدم اليابانية للمحترفين (اليابانية)
- دايتشي هاياشي على موقع إي إس بي إن إف سي (الإنجليزية)
- دايتشي هاياشي على موقع قاعدة بيانات كرة القدم.إي يو (الإنجليزية)
- دايتشي هاياشي على موقع Soccerbase.com (لاعب) (الإنجليزية)
- دايتشي هاياشي على موقع Soccerway.com (الإنجليزية)
- دايتشي هاياشي على موقع عالم كرة القدم.نت (الإنجليزية)
- دايتشي هاياشي على موقع أوليمبيديا (الإنجليزية)